# Europamästerskapet i ishockey för herrar 1922
Europamästerskapet i ishockey 1922 var det sjunde Europamästerskapet i ishockey, arrangerat av IIHF. Mästerskapet hölls för andra gången i Schweiz och matcherna spelades i Sankt Moritz från 14 till 16 februari 1922.
Tre lag deltog och mästerskapet avgjordes i spel i en enkelserie, där alla lagen möttes en gång.

## Resultat
| Datum            | Match                     | Resultat        |
| ---------------- | ------------------------- | --------------- |
| 14 februari 1922 | Schweiz - Tjeckoslovakien | 1 - 8 (1-4,0-4) |
| 15 februari 1922 | Sverige - Schweiz         | 7 - 0 (4-0,3-0) |
| 16 februari 1922 | Tjeckoslovakien - Sverige | 3 - 2 (2-0,1-2) |

### Tabell
| Plac. | Lag             | Match | Segrar | Oavgj. | Förl. | Mål    | Poäng |
| ----- | --------------- | ----- | ------ | ------ | ----- | ------ | ----- |
| 1.    | Tjeckoslovakien | 2     | 2      | 0      | 0     | 11 - 3 | 4     |
| 2.    | Sverige         | 2     | 1      | 0      | 1     | 9 - 3  | 2     |
| 3.    | Schweiz         | 2     | 0      | 0      | 2     | 1 - 15 | 0     |

## Laguppställningar

### Tjeckoslovakien
- Jaroslav Pospíšil
- Jaroslav Rezác
- Otakar Vindyš
- Karel Hartmann
- Miloslav Fleischmann
- Jaroslav Jirkovský (6 mål)
- Jan Hamácek
- Karel Pešek-Káda (3 mål)
- Vilém Loos (1 mål)
- Josef Šroubek (1 mål)
- Josef Malecek

### Sverige
- Mål: Ejnar "Hund-Eje" Olsson 2 matcher , Carl Josefsson.
- Backar: Einar Lundell, Einar "Stor-Klas" Svensson,
- Forwards: Erik "Jerka" Burman (3 mål), Georg Johansson-Brandius (3 mål), Birger Holmqvist (1 mål), Nils Molander (2 mål), Ragnar Tidqvist, Rudolf Kock, Gunnar Galin.